# Archiprezbiterat krośnieński
Archiprezbiterat krośnieński – jednostka organizacyjna archidiecezji przemyskiej. Archiprezbiterem jest ks. prał. Jan Bielec.
Archiprezbiterat został powołany 27 stycznia 1978 roku dekretem bpa Ignacego Tokarczuka.

## Skład archiprezbiteratu
- Dekanat Dukla
- Dekanat Krosno I
- Dekanat  Krosno II
- Dekanat  Krosno III
- Dekanat  Miejsce Piastowe
- Dekanat Rymanów